# Paixão de Outono
Paixão de Outono fue una telenovela exhibida por Rede Globo en 50 capítulos, desde el 14 de septiembre de 1965 hasta el 1º de diciembre de 1965.

## Trama
Alberto (Walter Foster) está casado con Linda (Rosita Tomaz Lopes) una mujer vanidosa y egoísta que siente mucho odio hacia Véronica (Yara Lins) una mujer enamorada por Alberto el esposo de Véronica.

## Elenco
- Walter Foster - Alberto
- Rosita Tomaz Lopes - Linda
- Yara Lins - Véronica